# SAE1
SAE1 (англ. SUMO1 activating enzyme subunit 1) – білок, який кодується однойменним геном, розташованим у людей на короткому плечі 19-ї хромосоми. Довжина поліпептидного ланцюга білка становить 346 амінокислот, а молекулярна маса — 38 450.
| 10         |  | 20         |  | 30         |  | 40         |  | 50         |
| ---------- |  | ---------- |  | ---------- |  | ---------- |  | ---------- |
| MVEKEEAGGG |  | ISEEEAAQYD |  | RQIRLWGLEA |  | QKRLRASRVL |  | LVGLKGLGAE |
| IAKNLILAGV |  | KGLTMLDHEQ |  | VTPEDPGAQF |  | LIRTGSVGRN |  | RAEASLERAQ |
| NLNPMVDVKV |  | DTEDIEKKPE |  | SFFTQFDAVC |  | LTCCSRDVIV |  | KVDQICHKNS |
| IKFFTGDVFG |  | YHGYTFANLG |  | EHEFVEEKTK |  | VAKVSQGVED |  | GPDTKRAKLD |
| SSETTMVKKK |  | VVFCPVKEAL |  | EVDWSSEKAK |  | AALKRTTSDY |  | FLLQVLLKFR |
| TDKGRDPSSD |  | TYEEDSELLL |  | QIRNDVLDSL |  | GISPDLLPED |  | FVRYCFSEMA |
| PVCAVVGGIL |  | AQEIVKALSQ |  | RDPPHNNFFF |  | FDGMKGNGIV |  | ECLGPK     |

A: Аланін

C: Цистеїн

D: Аспарагінова кислота

E: Глутамінова кислота

F: Фенілаланін

G: Гліцин

H: Гістидин

I: Ізолейцин

K: Лізин

L: Лейцин

M: Метіонін

N: Аспарагін

P: Пролін

Q: Глутамін

R: Аргінін

S: Серин

T: Треонін

V: Валін

W: Триптофан

Кодований геном білок за функціями належить до лігаз, фосфопротеїнів. 
Задіяний у таких біологічних процесах, як убіквітинування білків, ацетилювання, альтернативний сплайсинг. 
Локалізований у ядрі.